# Ernie Els
Theodore Ernest (Ernie) Els (* 17. Oktober 1969 in Johannesburg) ist ein südafrikanischer Profigolfer und zählt seit Mitte der 1990er Jahre zur absoluten Weltspitze. Er bespielt sowohl die European Tour als auch die US-amerikanische PGA TOUR und ist vierfacher Major-Sieger.

## Jugendjahre
Els spielte Rugby, Cricket, Tennis und begann mit acht Jahren, Golf zu spielen. Seinen ersten Erfolg hatte er im Tennis, als er mit 13 die Eastern Transvaal Junior Championships gewinnen konnte. Mit 14 Jahren hatte Ernie Handicap 0 erreicht und entschloss sich, sich ganz auf den Golfsport zu konzentrieren. Im Jahr 1984 siegte er bei der Junior World Golf Championship in der Kategorie der 13- bis 14-Jährigen.

## Karriere
Ende 1989 wurde Els Berufsgolfer und gewann sein erstes Turnier 1991 auf der südafrikanischen Sunshine Tour (Golfsport). Danach folgte eine weltweite Siegesserie, die ihm mehr als sechzig Erfolge einbrachte und Els mit Ausnahme von 2009 kein einziges siegloses Jahr bescherte.
Els spielte für Südafrika von 1992 bis 2000 durchgehend im Dunhill Cup (nach 2000 wurde dieser Bewerb nicht mehr ausgetragen), den seine Mannschaft zweimal gewinnen konnte. Fünfmal spielte er für sein Land im World Cup, davon zweimal siegreich, und achtmal wurde er bislang in das Internationale Team beim Presidents Cup einberufen.
Ernie Els wehrte sich im Jahre 2005 erfolgreich gegen den Versuch der US PGA-Tour, dass er mehr Turniere in den Vereinigten Staaten und somit auf der PGA Tour spielen sollte. Der Versuch bestand darin, die erforderliche Mindestzahl zum Erhalt der PGA-Tourkarte heraufzusetzen. Ernie Els gab an, dass er zum einen in Europa wohne und zum anderen sich als internationalen Spieler sehe, der sowohl auf der European Tour (und somit auch in Australien, Afrika und Asien spielt) als auch auf der US PGA Tour spielt.
Ein Bänderriss im linken Knie, den er sich im Juli 2005 während eines Segelurlaubs zuzog, beendete seine Golfsaison vorzeitig und kostete Els den dritten aufeinanderfolgenden Gewinn der European Tour Order of Merit. Auch auf seine Turnierergebnisse 2006 hat sich diese Verletzung noch ausgewirkt.
Seit seinem 50. Geburtstag im Jahr 2019 spielt Els überwiegend auf der PGA Tour Champions.

## Das Spiel
Sein Golfschwung gilt in Fachkreisen und in der Fachpresse als einer der elegantesten. Der Schwungrhythmus ist nach eigenem Bekunden vergleichsweise langsam, was bedeutet, dass Auf- und Abschwunggeschwindigkeit relativ gering sind. Els verfügt neben seinem koordinativen Talent über anatomische Vorteile: Er ist bei einer Körpergröße von mehr als 1,90 Metern zum einen sehr kräftig. Zum anderen ist er sehr beweglich, was ihm eine weite Drehung ermöglicht. Kraft und Beweglichkeit lassen seinen Schwung sehr mühelos und leicht aussehen. Das brachte ihm den Spitznamen The Big Easy ein. Sein Schwung und der Schwung seines Berufskollegen und Landsmannes Retief Goosen waren in jungen Jahren nahezu gleich und sind bis heute sehr ähnlich.

## Größte Erfolge und Rekorde
Zu seinen größten Erfolgen gehören die Major-Siege bei den US Open in den Jahren 1994 und 1997 sowie bei der Open Championship 2002 und 2012.
Seine sieben Siege bei der World Match Play Championship im Wentworth Club, die als inoffizielle Weltmeisterschaft im Lochspiel angesehen werden, stellen einen Rekord dar. Ebenso ist die Leistung, dass er sechs Erfolge jeweils dreimal in Folge (1994–96 und 2002–04) vollbringen konnte, noch von keinem anderen Golfer erreicht worden.
Der Sieg mit dreizehn Schlägen Vorsprung bei der BMW Asian Open 2005 in China ist ebenfalls Rekord.
Mit seinem Gewinn des Tournament of Champions 2003 mit 31 Schlägen unter Par wurde er zum ersten Spieler, der ein Turnier über 72 Löcher mit 30 Schlägen oder besser beendete.

## Persönliches
Nicht nur aufgrund seines charakteristischen, leichten Golfschwunges wird er The Big Easy genannt, sondern auch, weil er während des Spieles kaum Gefühlsregungen zeigt. Es sieht immer aus, als würde ihn das, was seine Mitbewerber machen, gar nicht interessieren. Beim Masters 2004 verlor er um einen Schlag gegen Phil Mickelson. Während Mickelson seinen Siegesputt zum Birdie lochte, ließ sich Els einen Apfel schmecken und kaute locker vor sich hin.
Els hat eine eigene Stiftung (The Ernie Els and Fancourt Foundation, gegründet 1999), die unterprivilegierte Kinder in Südafrika unterstützt und Talente für den Golfsport fördert.
Lange Zeit hatte Els seinen Hauptwohnsitz in Wentworth, westlich von London, direkt am 16. Loch des Westkurses des Wentworth Club. 2008 gab er bekannt, seinen Wohnsitz in den Süden Floridas zu verlegen. Neben den optimalen Trainingsmöglichkeiten im Winter gaben bessere Betreuungsmöglichkeiten für seinen Sohn Ben den Ausschlag.
Im September 2010 wurde seine Aufnahme in die World Golf Hall of Fame bekanntgegeben.

## Geschäftliches
Ernie Els betätigt sich sehr erfolgreich im Golfplatzdesign und hat Golfanlagen in China, USA, Dubai und Südafrika entworfen, sowie 2006 die Umgestaltung des West Course im Wentworth Club – einer der berühmtesten englischen Golfanlagen und Sitz der European Tour – durchgeführt.
Unter dem Label Ernie Els Wines betreibt der Südafrikaner in seinem Heimatland ein Weingut, das inzwischen Rotweine und Weißweine produziert.

## PGA Tour Siege
- 1994: US Open
- 1995: GTE Byron Nelson Golf Classic
- 1996: Buick Classic
- 1997: US Open, Buick Classic
- 1998: Bay Hill Invitational
- 1999: Nissan Open
- 2000: The International
- 2002: Genuity Championship, The Open Championship (zählt auch zur European Tour)
- 2003: Mercedes Championships, Sony Open in Hawaii
- 2004: Sony Open in Hawaii, Memorial Tournament, WGC-American Express Championship (zählt auch zur European Tour)
- 2008: The Honda Classic
- 2010: WGC-CA Championship (zählt auch zur European Tour), Arnold Palmer Invitational presented by MasterCard
- 2012: The Open Championship (zählt auch zur European Tour)

Major Championships sind fett gedruckt.

## European Tour Siege (29)
- 1994: Dubai Desert Classic, US Open
- 1995: Lexington South African PGA
- 1997: Johnnie Walker Classic,  US Open
- 1998: South African Open
- 1999: Alfred Dunhill South African PGA
- 2000: Standard Life Loch Lomond
- 2002: Heineken Classic, Dubai Desert Classic, The Open Championship (zählt auch zur PGA Tour)
- 2003: Heineken Classic, Johnnie Walker Classic, Barclays Scottish Open, Omega European Masters, HSBC World Matchplay Championship
- 2004: Heineken Classic, WGC-American Express Championship (zählt auch zur PGA Tour), HSBC World Matchplay Championship
- 2005: Dubai Desert Classic, Qatar Masters, BMW Asian Open
- 2006: Dunhill Championship (noch 2005 stattgefunden, zählt zur Saison 2006)
- 2007: South African Airways Open (im Dezember 2006 stattgefunden, zählt zur Saison 2007), HSBC World Matchplay Championship
- 2010: WGC-CA Championship (zählt auch zur PGA Tour)
- 2011: South African Open (im Dezember 2010 stattgefunden, zählt zur Saison 2011)
- 2012: The Open Championship
- 2013: BMW International Open

Major Championship fett gedruckt.

## Andere Turniersiege
- 1991: Amatola Sun Classic
- 1992: Protea Assurance South African Open, Lexington South African PGA Championship, South African Masters, Hollard Royal Swazi Sun Classic, First National Bank Players Championship, Goodyear Classic
- 1993: Dunlop Phoenix (Japan Golf Tour)
- 1994: Toyota World Match Play Championship
- 1995: Toyota World Match Play Championship, Bells Cup
- 1996: Toyota World Match Play Championship, Philips South African Open
- 1997: PGA Grand Slam of Golf
- 1999: Nedbank Million Dollar Challenge
- 2000: Nedbank Golf Challenge
- 2001: Vodacom Players Championship
- 2002: Nedbank Golf Challenge, Cisco World Match Play Championship
- 2004: Nelson Mandela Invitational (inoffizielles Sunshine Tour (Golfsport) Event; mit Vincent Tshabalala)
- 2008: Hassan II Golf Trophy
- 2010: PGA Grand Slam of Golf

## Teilnahmen an Teambewerben
- Alfred Dunhill Cup (für Südafrika) (9): 1992, 1993, 1994, 1995, 1996, 1997 (Sieger), 1998 (Sieger), 1999, 2000
- World Cup (für Südafrika) (5): 1992, 1993, 1996 (Einzelwertung und Teamsieg), 1997, 2001 (Sieger)
- Presidents Cup (Internationales Team) (8): 1996, 1998 (Sieger), 2000, 2003 (Remis), 2007, 2009, 2011, 2013

## Resultate in Major Championships
| Turnier               | 1989 | 1990 | 1991 | 1992 | 1993 | 1994 | 1995 | 1996 | 1997 | 1998 | 1999 | 2000 | 2001 | 2002 | 2003 |
| --------------------- | ---- | ---- | ---- | ---- | ---- | ---- | ---- | ---- | ---- | ---- | ---- | ---- | ---- | ---- | ---- |
| The Masters           | DNP  | DNP  | DNP  | DNP  | DNP  | T8   | CUT  | T12  | T17  | T16  | T27  | 2    | T6   | T5   | T6   |
| US Open               | DNP  | DNP  | DNP  | DNP  | T7   | 1    | CUT  | T5   | 1    | T49  | CUT  | T2   | T66  | T24  | T5   |
| The Open Championship | CUT  | DNP  | DNP  | T5   | T6   | T24  | T11  | T2   | T10  | T29  | T24  | T2   | T3   | 1    | T18  |
| PGA Championship      | DNP  | DNP  | DNP  | CUT  | CUT  | T25  | T3   | T61  | T53  | T21  | CUT  | T34  | T13  | T34  | T5   |

| Turnier               | 2004 | 2005 | 2006 | 2007 | 2008 | 2009 | 2010 | 2011 | 2012 | 2013 | 2014 | 2015 | 2016 | 2017 | 2018 |
| --------------------- | ---- | ---- | ---- | ---- | ---- | ---- | ---- | ---- | ---- | ---- | ---- | ---- | ---- | ---- | ---- |
| The Masters           | 2    | 47   | T27  | CUT  | CUT  | CUT  | T18  | T47  | DNP  | T13  | CUT  | T22  | CUT  | 53   | DNP  |
| U.S. Open             | T9   | T15  | T26  | T51  | T14  | CUT  | 3    | CUT  | 9    | T4   | T35  | T54  | CUT  | T55  | CUT  |
| The Open Championship | 2    | T34  | 3    | T4   | T7   | T8   | CUT  | CUT  | 1    | T26  | CUT  | T65  | CUT  | 61   | CUT  |
| PGA Championship      | T4   | DNP  | T16  | 3    | T31  | T6   | T18  | CUT  | T48  | CUT  | T7   | T25  | T66  | CUT  | DNP  |

| Turnier               | 2019 | 2020 | 2021 | 2022 | 2023 | 2024 |
| --------------------- | ---- | ---- | ---- | ---- | ---- | ---- |
| The Masters           | DNP  | DNP  | DNP  | DNP  | DNP  | DNP  |
| PGA Championship      | DNP  | DNP  | DNP  | DNP  | DNP  | DNP  |
| US Open               | CUT  | DNP  | DNP  | DNP  | DNP  | DNP  |
| The Open Championship | T32  | KT   | CUT  | CUT  | CUT  | WD   |

DNP = nicht teilgenommen

CUT = Cut nicht geschafft

„T“ geteilte Platzierung

KT = Kein Turnier (Ausfall wegen Covid-19)

Grüner Hintergrund für Sieg

Gelber Hintergrund für Top 10.